# إليزا لوكاس
إليزابيث لوكاس بينكني (ولدت في 28 ديسمبر عام 1722 وتوفيت في 26 مايو 1793). غيرت إليزا نمط الزراعة في مستعمرة ولاية كارولينا الجنوبية حيث طورت نبات النيلة وهي إحدى أهم المحاصيل النقدية. زرعت النيلة وأنتجت الصبغ منها بما كان يعادل ثلث القيمة الإجمالية لصادرات المستعمرة قبل الحرب الثورية. أدارت ثلاث مزارع وكان لها تأثير كبير على اقتصاد المستعمرة.
كانت إليزا بينكني أول امرأة تظهر في قاعة مشاهير الأعمال في كارولينا الجنوبية في القرن العشرين.

## حياتها المبكرة وتعليمها
ولدت إليزابيث لوكاس (المعروفة باسم إليزا) في 28 ديسمبر عام 1722 في جزيرة أنتيغوا في مستعمرة جزر ليوارد البريطانية في منطقة البحر الكاريبي.
نشأت لوكاس في إحدى مزارع قصب السكر الثلاثة التابعة لعائلتها في الجزيرة. كانت الابنة الكبرى للكولونيل جورج لوكاس الذي خدم في فوج دالزيل في الجيش البريطاني وزوجته آن لوكاس. لديها شقيقان هما توماس وجورج وشقيقتها الأصغر ماري (المعروفة في عائلتها باسم بولي). أرسل والداها جميع أطفالهما إلى لندن للدراسة. كان من المعتاد أن يرسل النخبة أولادهم الذكور إلى إنجلترا لينالوا تعليمهم قبل أن يتجاوز عمرهم 8 أو 9 سنوات. لا ترسل الفتيات حتى منتصف سن المراهقة عندما يقتربن من سن الزواج. اعتقد الكثير من الآباء خلال تلك الفترة أن مستقبل الفتيات هو الزواج والأمومة مما جعل التعليم يقتصر على الأساسيات وعدم أهمية الحياة الاجتماعية لهنَّ.
لكن قدرات إليزا كانت واضحة. اكملت تعليمها في المدرسة الداخلية حيث تعلمت الدراسات الفرنسية والموسيقا، لكن موضوعها المفضل كان علم النبات. كتبت إلى والدها أنها شعرت أن التعليم الذي تعتبره أكبر الثروات التي يمكن أن تمتلكها قيمةً سوف يجعلها سعيدة في حياتها المستقبلية.

## انتقالها إلى ولاية كارولينا الجنوبية وعملها
انتقل الكولونيل لوكاس مع عائلته من أنتيغوا إلى كارولينا الجنوبية في عام 1738 (العام الذي بلغت فيه إليزا السادسة عشرة) حيث ورث ثلاث مزارع عن والده. وكان يعتقد أن عائلته ستكون أكثر أمانًا في كارولينا مقارنة بالجزيرة الصغيرة المكشوفة من جزر الهند الغربية مع تزايد التوترات بين إسبانيا وإنجلترا. امتلك جد إليزا جون لوكاس ثلاث أراضٍ وهي: حديقة هيل على نهر كومباهي (بمساحة 1500 فدان)، وأرض بمساحة 3000 فدان تطل على نهر واكما، ومزرعة وأبو (600 فدان) تطل على مجرى وأبو المائي (مجرى مياه المد والجزر الذي يربط آسلي وستونو ريفرز). اختاروا الإقامة في منطقة وأبو التي كانت تبعد 17 ميلًا بريًا عن تشارلستون (التي كانت تعرف آنذاك باسم بلدة تشارلز) وستة أميال عنها عبر النهر.
وجب على العقيد لوكاس في عام 1739 العودة إلى عمله في أنتيغوا للتعامل مع الصراع السياسي بين إنجلترا وإسبانيا وعُين حاكمًا للجزيرة. أحبطت مشاركة إنجلترا في حرب الخلافة النمساوية محاولاته للعودة إلى كارولينا الجنوبية حيث تقطن عائلته. أظهرت رسائل إليزا إليه أنها نظرت إلى والدها باحترام كبير وعاطفة عميقة، وأثبتت أنها تصرفت كقائد للأسرة فيما يتعلق بإدارة المزارع. توفيت والدتها بعد فترة وجيزة من انتقالهم.
كانت إليزا تبلغ من العمر 16 عامًا عندما أصبحت مسؤولة عن إدارة مزرعة وأبو مع عشرين عبدًا فيها، بالإضافة إلى إشرافها على مزارع لوكاس الأخرى، أنتجت إحداهما القطران والأخشاب والأخرى كانت مزرعة أرز مساحتها 3000 فدان (ما يعادل 12 كم مربع) على نهر واكاماو. وأشرفت على رعاية أختها الصغيرة بالإضافة إلى ذلك حيث كان شقيقاهما لا يزالان في المدرسة في لندن. اعتادت على تسجيل قراراتها وتجاربها في كتاب، تعتبر هذه الكتب الآن من أكثر مجموعات الكتب المثيرة للإعجاب لامرأة أمريكية في القرن الثامن عشر. تعطي كتاباتها نظرة ثاقبة لنمط تفكيرها ونظرة على المجتمع في ذلك الوقت.
أرسل والدها الكولونيل لوكاس إليزا أنواعًا مختلفة من البذور من أنتيغوا لتجريبها في المزارع. وكان حريصًا مع المزارعين الآخرين على إيجاد محاصيل مناسبة للأراضي المرتفعة يمكن أن تكمل زراعة الأرز. جربت أولًا الزنجبيل والقطن والبرسيم والقنب. وبدأت من عام 1739 تجربتها في زراعة وتحسين سلالات نبات النيلة الذي خلق سوقًا واسع الطلب بسبب صبغته. أعربت لوكاس عن آمالها الكبيرة في هذه البذور عندما أرسلها والدها لوكاس في عام 1740، حيث كانت تنوي زراعتها في وقت مبكر من ذلك الموسم. استفادت لوكاس أيضًا من معرفة ومهارات الأفريقيين المستعبدين الذين زرعوا نبتة النيلة في جزر الهند الغربية وغرب إفريقيا في تجربتها زراعة النيلة في مناخ وتربة جديدة.
أثبتت إليزا أن النيلة يمكن أن تنمو بنجاح في كارولينا الجنوبية بعد ثلاث سنوات من المثابرة والعديد من المحاولات الفاشلة. وعلى الرغم من أنها عملت لأول مرة مع خبير معالجة نيلة من مونتسرات إلا أنها إنتاجها الأصباغ كان أكثر نجاحًا عندما استعانت بخبرة مزارع من أصل إفريقي استأجره والدها من جزر الهند الغربية الفرنسية.
استخدمت إليزا محصولها عام 1744 لصنع البذور وتقاسمها مع مزارعين آخرين مما أدى إلى توسع إنتاج النيلة. لقد أثبتت أن المزارعين يمكنهم تحقيق ربح في سوق تنافسية للغاية. وبسبب نجاحها زاد حجم صادرات صبغ النيلة بشكل كبير من 5000 جنيه في عامي 1745 و1746 إلى 130 ألف جنيه بحلول 1748. أصبح نبات النيلة في المرتبة الثانية بعد الأرز كمحصول نقدي في مستعمرة كارولينا الجنوبية، وساهم بشكل كبير في ثروة المزارعين. مثل نبات النيلة قبل الحرب الثورية أكثر من ثلث القيمة الإجمالية للصادرات من المستعمرة.

## كتاباتها
جمعت إليزا بعناية جميع الرسائل التي كتبت إلى أسرتها وأصدقائها ومعارفها في (كتاب رسائل) منذ أن بدأت حياتها في كارولينا الجنوبية في مزرعة وأبو إلى أن توفيت في فيلادلفيا عام 1793. نظمت كتاباتها في مجلدات متعددة، يشرح كل مجلد فترة مختلفة من حياتها بتفاصيل دقيقة. تلخص المجلدات معظم حياتها ويشير الجزء الأكبر من كتاباتها إلى الفترة ما بين 1739 و1762.
تلخص المجلدات القليلة الأولى الفترة بين عامي 1739 و1746. بدأت بوصفها انتقال أسرتها إلى المزرعة في كارولينا الجنوبية عندما كان عمرها نحو 17 عامًا. بدأت في تجربة بذور النيلة التي أرسلها لها والدها مع مزارعين آخرين طوال هذه السنوات. أرادت إنشاء نوع من المحصول يمكن إنتاجه في كارولينا الجنوبية. تصف كتاباتها سنوات التجارب العديدة التي أجرتها على المحصول لإنجاحه. كما ذكرت زواجها من صديقها وجارها تشارلز بينكني في عام 1744.
تبدأ المجموعة الثانية من المجلدات من عام 1753 وتنتهي عام 1757. بدأت إليزا وتشارلز حياتهما الجديدة معًا بحلول هذا الوقت وأنجبا عدة أطفال. تشير هذه المجموعات إلى الوقت الذي انتقلت فيه هي وعائلتها إلى لندن بسبب عمل زوجها. عاشوا هناك لمدة خمس سنوات بينما عمل تشارلز كمفوض لمستعمرة كارولينا الجنوبية.
تشير المجموعة الثالثة من المجلدات إلى الأعوام بين 1758 وحتى 1762. وتلخص عودة الأسرة إلى كارولينا الجنوبية والفترة بعد وفاة زوجها بزمن صغير، إذ تُركت أرملة مسؤولة عن الإشراف على مزارع أسرتها ومزارع زوجها الراحل أيضًا. عاشت كأرملة لأكثر من ثلاثين عامًا حتى وفاتها عام 1793 عندما كانت تبحث عن علاج لسرطان الثدي. وعلى الرغم من أنها احتفظت بنسخ من رسائلها بعد وفاة زوجها إلا أنه لم يبقى منها إلا عدد قليل حتى اليوم.

## روابط خارجية
- إليزا لوكاس على موقع الموسوعة البريطانية (الإنجليزية)